# 倒幕運動
倒幕運動（とうばくうんどう）とは、幕府を倒す（討幕）ための政治的な運動・活動のことである。
主として日本の江戸時代後期の幕末に、江戸幕府を打倒して新政権樹立を目的とした政治運動を意味する。狭義では、武力で倒すことを目的とした討幕運動を指すが、広義では、軍事衝突を回避あるいは最小限度に留めた政権移譲を目指す革命運動も含めて倒幕運動と呼ぶ。
また、鎌倉時代末期の後醍醐天皇が主導した鎌倉幕府打倒の動き（正中の変や元弘の乱）のことも「倒幕運動」と呼ばれる。
これに対して、室町幕府の場合、足利義昭を追放した織田信長は義昭の将軍職の解任手続を取らなかった上、毛利家などが義昭を将軍として奉じる状態が続き、豊臣政権下で義昭が准三宮の待遇を受けて出家した時に自動的に将軍職も失職したと考えられる（『公卿補任』）ため、「討幕運動」は存在しなかったと言える。

## 概要
江戸時代には日本の古典研究などを行う国学が発達し、王政復古・武家政権批判の流れが生じた。
同時期、外国船の来航も多発した。1853年（嘉永6年）にアメリカ合衆国のマシュー・ペリーやロシア帝国のエフィム・プチャーチンらが来航して通商を求め始めたことから、江戸幕府は1858年（安政5年）、諸外国と通商条約を締結し、開国を決定した。
しかし当時の朝廷では攘夷派の公家たちが優勢であったことから、勅許を待たずに調印した条約は無効であるとして、公家たちが幕府と大老・井伊直弼を厳しく非難した。このことから朝廷と幕府との間の緊張が高まり、安政の大獄（同年）や井伊の暗殺（1860年）などの事件が発生した。
そこで幕府は、権力の再構築を図る公武合体政策を提起し、1862年（文久2年）にはロンドン覚書を締結するなどして開国の延期を決定した。また外国勢力も条約締結に際して朝廷の勅許を求めたため、天皇や朝廷の権威が復活することとなった。
他方、在野の倒幕派の志士たちは、水戸学の思想的影響のもと名分論に基づき、攘夷を断行しない幕府に対する討幕論を形成し、薩摩藩の西郷隆盛（吉之助）、大久保利通、小松清廉、長州藩の桂小五郎（木戸孝允）、広沢真臣、土佐藩の武市瑞山、吉村寅太郎、また公家の岩倉具視などの討幕派らは、王政復古と鎖国の継続を構想するとして活動していた。
公武合体を推していた会津藩や薩摩藩など公武合体派（佐幕派）は、これら討幕派（尊王攘夷派）の鎮圧を図った。薩摩藩は、天誅組の変（1863年）、禁門の変（1864年）などにおいて討幕派を鎮圧していた。長州藩は1863年（文久3年）5月に下関事件を起こした後、朝敵として京都から追放された（八月十八日の政変）。
長州藩はその後も、1864年（元治元年）5月に再び下関戦争を起こしたが、その後の6月に第一次長州征伐が行われた後は佐幕派（俗論派）が藩政を握り、討幕運動は表向きには下火となった。しかしながら、高杉晋作などの正義派は、再び佐幕派を打倒するようになった。1865年（慶応元年）には英国グラバー商会から薩摩藩名義で蒸気船軍艦ユニオン号を購入するなどして武力を蓄えながら、討幕の構想を維持していた。
他方、薩摩藩は1863年に薩英戦争でイギリスの優れた技術力を身をもって経験し、また幕政改革に関する方針が幕府とは異なっていたことから、1866年（慶応2年）3月7日、密かに坂本龍馬の仲介のもと、長州藩と薩長同盟を結んだ。
そして長州藩は6月には幕府の第二次長州征伐の征討軍を撃退し、その権威を大幅に低下させることに成功した。
1867年（慶応3年）1月には孝明天皇が35歳で崩御し、14歳の明治天皇が皇位に就くこととなった。その後の5月から行われた四侯会議は不成功に終わり、朝廷は11月9日、薩摩藩と長州藩に討幕の密勅を下した。そこで薩摩藩は岩倉具視などと協力し、朝廷における幕府の影響力の排除や、長州藩の復権に務めることとなった。
15代将軍である徳川慶喜はこれら討幕派の動きに対し、討幕の密勅と同日の11月9日、大政奉還を行った。大久保利通ら討幕派は当初、ロンドン覚書の開市開国の期日に基づき、1868年（慶応4年）1月2日に王政復古を行う予定であったが、土佐藩の後藤象二郎の要請により延期して、1月3日に王政復古の大号令を発令した（明治政府）、江戸幕府が消滅したため、討幕運動は名目上は終わったかのように見えた。
しかし、幕府を支える勢力は残っており、1月26日に京都で発生した鳥羽・伏見の戦いを皮切りに、戊辰戦争が始まった。
新政権の議定であった前越前藩主・松平春嶽は、この戦いは薩摩藩と佐幕派との私闘であるとして政府の関与に反対したが、議定となったばかりの岩倉具視は佐幕派の征討に賛成し、征討軍に錦の御旗を与えたことで、佐幕派の勢力は朝敵と見なされることとなった。
5月3日には江戸幕府の本拠地であった江戸城が無血開城し、大阪城から江戸に戻った徳川慶喜は明治政府に恭順し、このことから江戸城は明治政府に接収され、徳川家による政治機構は消滅した。
ただし、佐幕派はその後も東北諸藩と共に甲州や東北地方、蝦夷地にも及ぶ地域で、朝敵とされながらも抗戦を続け、戊辰戦争はその後も続くこととなった。

## 倒幕への経過
1. 1600年（慶長5年）の関ヶ原の戦いは徳川家康による江戸幕府創設を決定付けると同時に、200年以上の時を超え各大名に多くの教訓を残した。そして、関ヶ原の戦いで生じた怨恨は倒幕運動の原動力となっていった。
2. 帝国主義時代に入った欧米列強の進出・侵略の手は東アジアにも迫り、中国ではイギリスとの間にアヘン戦争が起こり香港島が奪われ、日本ではロシアのアダム・ラクスマンの来航（1792年）といった諸外国が通商を求める出来事や、フェートン号事件（1808年）やゴローニン事件（1811年）といった摩擦・紛争が起こり始めた。天下泰平の世の中（鎖国体制下の社会）を乱されたくない・邪魔されたくないといった心情は、攘夷運動になっていった。
3. やがて1841年（天保12年）に天保の改革が始まると、外様大名の中から藩政の改革に成功を収める藩が出てくるようになる。奇しくもその筆頭格は、倒幕の主役となった薩摩・長州・土佐・肥前の各藩であった。
4. 政権を担当する者・勢力はいつの世でもそうすることが多いが、黒船に象徴される圧倒的な武力を見せ付けられた幕府は、現実的な解として、開国を選択する。
5. 朝廷が攘夷の意志を示す。孝明天皇自身が賛同したか否かは意見が一致しない。
6. 江戸後期ごろ、日本の古典を研究する学問国学のなかから、“外来宗教伝来以前の日本人固有の考え方”という発想が起こった。良寛が残した戒語のひとつ「好んで唐言葉を使う」によって表される社会の気分・雰囲気から生まれたものだと思われる。この発想で追求された“日本人固有”の行き着くところは天皇になり、外圧の高まりとともに尊皇思想も高ぶっていくことになった。政治の重心が、京都に移行する。
7. 14代将軍・徳川家茂の上洛の折、京都の治安悪化が懸念され浪士組が結成される。その浪士組のうち、京に残った派が新選組を結成（のちに憲兵のような役割を果たす）。
8. 朝廷からの攘夷願いを無視できず、幕府は形式的な攘夷命令を諸藩に下す。
9. 長州藩は下関戦争を引き起こし、砲台を奪われ、領地に侵入され英・仏・蘭・米の四国連合に大敗する。
10. 薩摩藩は薩英戦争で人的損失は少なかったが、鹿児島城下の10分の1が焼失するという甚大な被害が生じる事となった。
11. 薩摩藩は、薩英戦争の経験から攘夷は不可能であると判断し、開国に論を変え、藩力の充実と先進技術の取得に努めることになった。長州藩は下関戦争の後、尊皇論を基盤に藩論は攘夷で維持していたが、1865年（慶応元年）、日米修好通商条約に孝明天皇が勅許を出したことにより尊皇と攘夷は結びつかなくなり、攘夷の力が失われた。土佐藩の坂本龍馬らの仲介があって、薩摩藩と長州藩は和解、薩長同盟を結ぶ。その後、西の諸藩が倒幕の元に結集する。
12. 長州藩は、俗論党により途中「幕府恭順」姿勢を見せるも、その前後は反幕府という姿勢だった。
13. 薩摩藩・土佐藩などは、当初は公武合体・徳川家を議長とする諸侯会議を目標としていたが、ある段階から幕府を見切り、それまでの敵の長州藩と手を結んだ。
14. 1867年（慶応3年）11月9日に密かに薩長に討幕の密勅がだされた（偽勅説もある）。しかし、元土佐藩主・山内容堂らの進言・尽力により、同じ日に将軍・徳川慶喜は大政を奉還した。

## 薩長土肥各藩における倒幕運動

### 薩摩藩
島津家が関ヶ原の戦いにおいて西軍に付いたのは、当時の情報収集能力の欠如が原因と言われる。当時の島津家は上方の情勢に疎かったがために西軍に付かざるを得ない状況となり、この反省から、以後薩摩藩は独立王国の様相を呈し始め、各地に密偵を配置し、情報収集力の増強に努めた。また、敵側の密偵が越境してきた場合はたとえ幕府関係者であろうと厳しく断罪し、情報の漏洩防止に努めた。また黒砂糖事業や琉球王国を介した密貿易事業によって着実に内貨外貨を蓄積し続けたことが、幕末に至って西洋式軍備を急速かつ容易に導入できた大きな要因となった。

### 長州藩
特筆すべきは藩主・毛利敬親の寛容さである（そうせい侯）。土佐藩主・山内容堂は武士身分に属する郷士階級に対して厳しい差別を行っているが、奇兵隊は土佐郷士より遙かに下層の階級の人々を主力としていた。このことは、明治初期の四民平等政策や徴兵制度による国民皆兵構想の根幹ともなった。
長州藩からは下級の身分から身を起こした人物が多く運動に参加した。山縣有朋や伊藤博文がその代表的な存在で、倒幕運動の中心となり、明治新政府内では栄進を遂げ、旧長州藩勢力を日本の近代化及び富国強兵への原動力に成長させた。

### 土佐藩
山内家の土佐入封時、掛川城主時代までの家臣（板垣退助らの家系）や土佐入封前に大坂浪人を取り立てたもの（後藤象二郎らの家系）、長宗我部家旧臣の一部（吉田東洋、谷干城らの家系）を上士とし、土佐にいた郎党・地侍を郷士とした区分があったが、土佐藩の場合は、郷士であっても特別な家系や功績によっては上士扱いの白札とするという弾力的な制度も持っていた。武市瑞山は祖父の代より白札郷士であったし、坂本龍馬の大叔父の宮地家なども「庄屋→郷士→白札郷士(上士)」と家格が上がった家である。幕末期には、家老格、中老格、馬廻格、小姓格、留守居格を以て上士を構成した。

#### 長宗我部旧臣系の上士
- 吉田氏 - 吉田東洋、吉田正春
- 武市氏 - 武市正恒、武市瑞山
- 宮地氏 - 宮地信貞(坂本龍馬の大叔父)、宮地茂春
- 大黒氏 - 大黒清勝(無双直伝英信流居合宗家)
- 池田氏・林氏 - 林政誠、池田政承(無双直伝英信流居合宗家)
- 谷氏 - 谷秦山、谷干城
- 本山氏 - 本山茂任
- 明神氏 - 明神善秀

「長宗我部氏臣下だった者は下士（郷士）で明確に身分が分けられ長年身分の格差に虐げられてきた」とするのは、司馬遼太郎らによる歴史小説の影響（司馬史観）で史実とは異なる。その結果、幕末には土佐の豊かな風土から独特の豪快ないごっそうという気質が生まれ、板垣退助、後藤象二郎、谷干城、武市瑞山、坂本龍馬、中岡慎太郎といった人材を輩出した。藩論は討幕・佐幕に二分され、山内容堂も「酔っては勤皇、覚めては佐幕」と揶揄されたが、武力討幕を推し進める板垣退助が中岡慎太郎の仲介で西郷隆盛と結んだ薩土討幕の密約を承認し、藩の軍制改革、練兵の近代化を図った。一方で幕府に大政奉還を促し穏健に徳川家を存続させる薩土盟約も承認して、藩内の討幕派・佐幕派の攻防が加速したが、大政奉還は、幕府の権威を段階的に削ぎ落とす効果を発揮した。さらに鳥羽・伏見の戦いにおいて、容堂の静止を振り切り薩土討幕の密約に基づき緒戦より藩士・山田平左衛門、吉松速之助、山地元治、北村重頼らが参戦。これにより勤皇討幕が決定的となり、土佐勤王党で活躍した郷士達は、戊辰戦争では迅衝隊に加わるなど華々しい戦果を挙げた。会津戦争では、会津藩の身分格差が激しく庶民らが幕府に不満を募らせ、官軍の進行を阻む人が居ないばかりか、落城し城主・松平容保が寺へ謹慎する際も見送りに来る人は、一人もおらず、この経験が、板垣退助ら戊辰戦争従軍者らが明治維新以降、自由民権運動に参画する動機ともなった。

### 肥前藩
関ヶ原で西軍についた鍋島家は同じ西軍の立花宗茂を攻略した事によって家康から旧領を安堵され、35万7千石の肥前藩が誕生したが、この知行高は支藩や鍋島・龍造寺庶流四家の領地を含む表高であり、藩が有する実質的な内高は6万石程度しかなかった。さらに藩が地理的に長崎に程近いため、幕府より筑前藩と1年交代での長崎警固を命じられていたが、その負担は代々藩財政に重くのしかかった。その後、江戸期を通じて藩直轄領の拡大（1869年の時点で内高88万石）と中央集権化が行われた事や藩主・鍋島直正が藩政改革に着手した事でようやく藩財政は立ち直り、幕末の日本における産業革命を推進し、日本有数の軍事力と技術力を有するまでに至った。
肥前藩は幕末における最も近代化された藩の一つとなったが、政局に対しては姿勢を明確にすることなく、幕府、朝廷、公武合体派のいずれとも均等に距離を置き、大政奉還、王政復古まで静観を続けた。それでも、山本常朝の口述を著した「武士道とは死ぬことと見つけたり」で知られる『葉隠聞書』は、肥前藩の精神的支柱となり、藩内に倒幕運動の機運を漂わせるようになった。肥前藩が倒幕運動に加わったのは薩長土肥では最も遅く、戊辰戦争に肥前藩兵が派遣されてからであった。つまり、肥前藩は大政奉還が行われるまでは政治力・軍事力ともに行使していない。このことは明治政府に副島種臣、江藤新平、大隈重信らの多数の人物が登用され活躍しながら、肥前勢力が中央で薩長閥に比べて相対的に小さくなってしまった一因となっている。